# Râul Gârbovăț
Râul Gârbovăț este un curs de apă, afluent al râului Bârlad. 